# Arzu Geybullayeva
Arzu Geybullayeva (Azerí: Arzu Qeybullayeva), también conocida como Arzu Geybulla (Azerí: Arzu Qeybulla), es una columnista, bloguera y periodista azerbaiyana de varios periódicos y medios de comunicación, entre ellos Al Jazeera, Foreign Policy, Global Voices y Agos. También ha colaborado con varias organizaciones sin ánimo de lucro y grupos de expertos, como el National Democratic Institute y la European Stability Initiative. Geybullayeva fue incluida en la lista de las 100 mujeres de la BBC en 2014. Defiende una solución pacífica entre armenios y azerbaiyanos sobre el conflicto de Nagorno-Karabaj. Sin embargo, en los últimos años ha recibido varias amenazas, principalmente desde Azerbaiyán, debido a su trabajo con Agos, un periódico armenio. Las amenazas fueron condenadas internacionalmente por diversas organizaciones de derechos humanos.
También ha trabajado con varias organizaciones sin fines de lucro y grupos de reflexión, incluido el Instituto Nacional Demócrata y la Iniciativa Europea de Estabilidad . Geybullayeva fue incluida en la lista de las mejores mujeres de la BBC en 2014. Aboga por una resolución pacífica entre armenios y azerbaiyanos sobre el conflicto de Nagorno-Karabaj . Sin embargo, en los últimos años ha recibido varias amenazas provenientes principalmente de Azerbaiyán debido a su trabajo con Agos, un periódico armenio . Las amenazas fueron condenadas internacionalmente por diversas organizaciones de derechos humanos.

## Trayectoria
Geybullayeva nació en Bakú (Azerbaiyán) en agosto de 1983. Su padre, Geybulla Geybullayev, era profesor. Geybullayeva se licenció en Relaciones Internacionales en la Universidad Bilkent de Ankara (Turquía). Amplió sus estudios en la London School of Economics y obtuvo un máster en Política Mundial. A continuación, Geybullayeva comenzó su carrera como investigadora en el Oxford Business Group de Londres y participó activamente en numerosos proyectos en África y Asia, además de realizar un detallado análisis de mercado de Libia. Ha trabajado para el Instituto Nacional Demócrata (NDI) en Bakú. Como parte del NDI, colaboró estrechamente con políticos locales y activistas juveniles.
Durante su estancia en Estambul en 2007, Geybullayeva comenzó a trabajar para la Iniciativa Europea de Estabilidad, un instituto de investigación y política sin ánimo de lucro y un grupo de reflexión para el sureste de Europa. En septiembre de 2008, inició su blog titulado Flying Carpets and Broken Pipelines (Alfombras voladoras y tuberías rotas). Desde 2009, es columnista colaboradora de editoriales para el Osservatorio Balcani e Caucaso, un grupo de reflexión con sede en Italia.
Desde 2011 es codirectora del Imagine Center for Conflict Transformation, una organización que fomenta las relaciones entre armenios y azerbaiyanos. En la actualidad es editora jefe de Neutral Zone, una plataforma de Internet que promueve la interacción cultural y social, así como la resolución de conflictos entre armenios y azerbaiyanos: "Es como un edificio en construcción: hay que poner la base para que el edificio se mantenga firme".
Desde 2013, Geybullayeva trabaja como corresponsal de Agos, un semanario armenio bilingüe publicado en Estambul. Ese mismo año, se convirtió en becaria asociada del Foreign Policy Research Institute (Instituto de Investigación de Política Exterior), un think tank estadounidense con sede en Filadelfia (Pensilvania).
Geybullayeva vive actualmente en Estambul (Turquía).y habla inglés, azerbaiyano, turco y ruso.

## Amenazas y reacciones
Geybullayeva ha recibido numerosas amenazas en diversos círculos de las redes sociales procedentes de Azerbaiyán por su cooperación con el periódico armenio Agos, con sede en Estambul. En una entrevista con Global Voices, declaró que la habían tachado de "traidora" y que el chantaje se había intensificado hasta convertirse en amenazas de muerte contra ella y su familia. Las amenazas han hecho que se abstenga de visitar su Azerbaiyán natal y que se autoexilie en Turquía en 2015.
Las amenazas fueron ampliamente condenadas por numerosas organizaciones internacionales, entre ellas PEN International y sus filiales English PEN y PEN Center USA. PEN ha pedido a los gobiernos de Azerbaiyán y Turquía que "garanticen su seguridad e investiguen todas las amenazas de violencia proferidas contra ella". Index on Censorship también ha condenado las amenazas y ha pedido a la "comunidad internacional que presione a Azerbaiyán para que respete la libertad de expresión".
Las amenazas fueron condenadas en gran medida por numerosas organizaciones internacionales, entre ellas PEN International  y sus afiliados inglés PEN  y PEN Center USA .  PEN ha pedido a los gobiernos de Azerbaiyán y Turquía que "garanticen su seguridad e investiguen todas las amenazas de violencia formuladas contra ella".  El Índice de Censura también ha condenado las amenazas y ha pedido a la "comunidad internacional que presione a Azerbaiyán para que respete la libertad de expresión". 

## Reconocimientos
En 2014 fue incluida en la lista 100 Women de la BBC.